# Phet
Simulări Interactive PhET reprezintă un proiect non-profit în derulare la Universitatea Colorado Boulder, care creează și găzduiește auxiliare educaționale oferit gratis online, pentru a explora și a explica elevilor diferitele fenomene. A fost fondat în 2002 de laureatul Nobel pentru fizică Carl Wieman. PhET are la bază viziunea lui Wieman asupra felului cum trebuie predate și pot învățate științele. Misiunea declarată este „să promoveze educația științifică și matematică la nivel mondial prin simulări interactive gratuite”.
"PhET" este un acronim pentru "Physics Education Technology" (Tehnologie pentru predarea fizicii), dar PhET a înglobat foarte repede și alte domenii.  Proiectul propune, dezvoltă și lansează acum peste 125 de simulări interactive gratuite pentru utilizare educațională pentru următoarele domenii: fizică, chimie, biologie, geologie și matematică . Simulările au fost traduse în peste 65 de limbi diferite, inclusiv  spaniolă,  chineză,  germană și arabă; iar în 2011, site-ul PhET a fost accesat de peste 25 de milioane de vizitatori.
În octombrie 2011, Simulările Interactive PhET a fost laureat cu Premiul Tech Award al Microsoft Education. Premiile Tech, prezentate de The Tech Museum of Innovation, onorează inovatorii din întreaga lume pentru tehnologia în beneficiul umanității. 

## Istoric
După ce a câștigat premiul Nobel în 2001, Wieman s-a implicat în mod deosebit în eforturile de îmbunătățire a educației științifice și a efectuat cercetări educaționale privind instruirea științifică. El a ajutat la scrierea Physics 2000  pentru a oferi simulări pentru a explica munca sa în crearea condensatului Bose-Einstein. În timp ce susținea prelegeri publice, unele au încorporat simulări,  el a observat că „adesea simulările ar fi principalul lucru pe care oamenii l-ar aminti din discuția mea. Pe baza întrebărilor și comentariilor lor, a apărut că au învățat în mod constant fizica reprezentată în simulări. " Apoi a folosit bani dintr-o subvenție de la National Science Foundation Distinguished Teaching Scholars program, Fundația Kavli și o parte din banii Premiului Nobel pentru a fonda PhET pentru a îmbunătăți modul în care fizica este predată și le arned. Simulările PhET diferă de cele din Physics 2000, deoarece utilizatorii pot interacționa cu simularea pentru a schimba condițiile, în timp ce simulările Physics 2000 sunt doar videoclipuri. 

## Cercetări despre folosirea simulărilor în învățământ

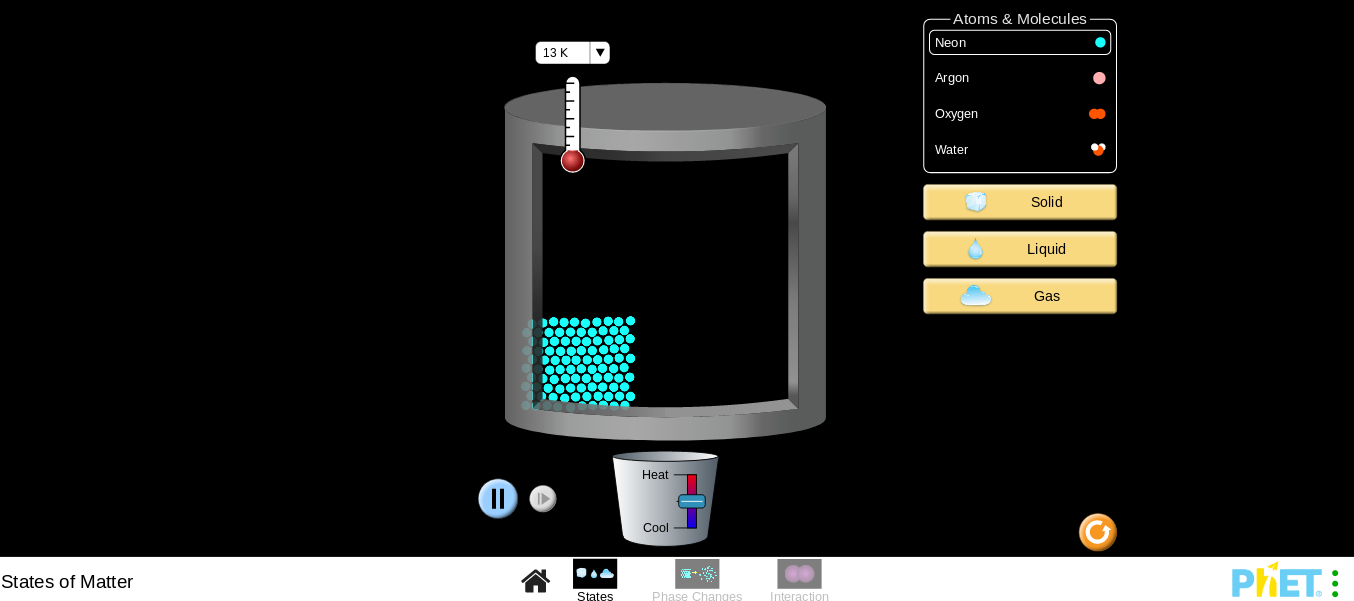
Example screenshot of a simulation in PhET